# Julius Florus
Julius Florus was een Romein, die behoorde tot de jongere vrienden van Quintus Horatius Flaccus, en die deze laatste in zijn gedichten heeft vereeuwigd. Het is niet zeker of we deze vriend van Horatius moeten identificeren met gelijknamige figuren in andere bronnen uit deze tijd.

## Julius Florus in de brieven van Horatius
De derde brief van het eerste en de tweede van het tweede boek van Horatius’ Epistulae zijn aan hem gericht.
In de eerste brief ontmoeten wij hem onder het geleerde gevolg van Tiberius, toen deze in 20 v.Chr. door Augustus met een leger naar Armenië gezonden werd, om Tigranes daar als koning op de troon te herstellen..
In de tweede brief bevindt hij zich insgelijks onder  het gezelschap van Tiberius, waarschijnlijk in de Pannonisch-Dalmatische veldtocht (11 v.Chr.).
Dat Horatius zijn aanleg op prijs stelt, dat hij hem als redenaar of pleitbezorger of dichter een even gelukkige uitslag voorspelt, blijkt duidelijk uit de brief in het eerste boek.
Het amabile carmen is niet alleen van toepassing op minnedichten, maar op elke soort van kleine dichtstukjes. Pomponius Porphyrio, de scholiast, noemt hem satirarum scriptor en schrijft hem het verzamelen van een bloemlezing toe uit de werken van de uitstekendste satirendichters, met name Quintus Ennius, Gaius Lucilius en Marcus Terentius Varro Reatinus.

## Julius Florus in andere bronnen
Nauwkeuriger berichten over zijn levensomstandigheden zijn niet bekend, en het is onzeker in hoeverre die betrekking hebben op gelijknamige personen van die tijd.
Seneca noemt een Florus onder de toehoorders van de beroemde redenaar Marcus Porcius Latro.
Marcus Fabius Quintilianus vemeldt een Julius Florus in eloquentia Galliarum princeps ("in welbespraaktheid onder de Galliërs de eerste").
En Tacitus noemt bij de opstand van de Galliërs in 21 n.Chr. insgelijks een Julius Florus als exstimulator acerrimus inter Treviros ("de vurigste opruier onder de Treveri").  Toen de opstandelingen waren verslagen, maakte hij zich van kant.
Een aan hem gerichte ode van Horatius, die, in 1778 te Rome gevonden en het eerst door Jean-Baptiste Gaspard d'Ansse de Villoison bekend is gemaakt, zal thans door niemand meer voor echt worden gehouden.

## Referentie
- art. Florus (1), in F. Lübker - trad. ed. J.D. Van Hoëvell, Classisch Woordenboek van Kunsten en Wetenschappen, Rotterdam, 1857, p. 370.
- art. Florus, in J.G. Schlimmer - Z.C. de Boer, Woordenboek der Grieksche en Romeinsche Oudheid, Haarlem, 1920, p. 278.